# Selkis

Selkis

Selkis (originariamente Selket, ma anche Serket, Selqet, Selkit, Serqet) era una divinità egizia appartenente alla religione dell'Antico Egitto. Deificazione dello scorpione, era dea della fertilità, della natura, degli animali, della magia, della medicina e della guarigione delle punture da animali e insetti velenosi. Era anche connessa all'oltretomba, in quanto si riteneva sorvegliasse una delle quattro porte del Duat, l'aldilà egizio; inoltre era patrona di uno dei quattro vasi canopi del corredo funebre, quello contenente le viscere del defunto.

## Nome
La puntura dello scorpione induce una paralisi, ed è per questo che il nome di Selkis, ellenizzazione dell'originale egizio Selket, potrebbe essere tradotto come Colei Che stringe la gola. Una traduzione alternativa è Colei Che permette alla gola di respirare.

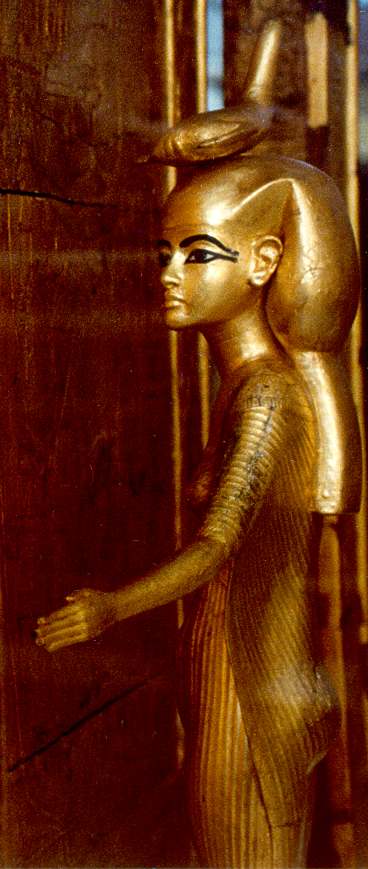
Selkis rappresentata mentre apre le braccia per proteggere la cassa in legno e oro (quella più esterna) che conteneva i vasi canopi di Tutankhamon. Museo egizio del Cairo.

## Iconografia
Era rappresentata come donna con uno scorpione stilizzato sul capo o, più raramente, come scorpione con il volto di donna. Lo scorpione è uno dei più antichi simboli egizi, presente già nell'Egitto predinastico, precisamente nella cultura Naqada III (3300 a.C. - 3060 a.C.).

### Selkis nei corredi funerari
Al pari di Iside, Selkis poteva essere rappresentata in scultura, pittura o rilievo, accanto ai sarcofagi o alle casse per vasi canopi, con le braccia aperte in un gesto di protezione (talvolta dalle braccia aperte partivano lunghe ali che avvolgevano completamente nel loro abbraccio i quattro lati del sarcofago: è il caso del sarcofago in granito in di Horemheb nella tomba KV57 della Valle dei Re). In tale posa, ma senza ali, compare in una famosa statuetta aurea facente parte della grande ed elaborata cassa per i vasi canopi, in legno e oro, che racchiudeva un'altra cassa in calcite, la quale a sua volta conteneva i canopi del faraone Tutankhamon. In tale celebre statua, Selkis indossa un lungo e aderente abito plissettato e una parrucca a borsa sormontata dall'usuale scorpione. Inoltre, insieme a Iside, Nefti e Neith, compare ai quattro angoli del sarcofago stesso del giovane faraone, così come sulla succitata cassa canopica più interna, scolpita in un singolo blocco di calcite.

## Ruolo
Non esistono miti o racconti specifici sulla dea Selkis, al contrario della maggior parte delle divinità egizie, così come non sono mai stati trovati templi a lei dedicati. In quanto protettrice contro il veleno degli animali e il morso dei serpenti, gli egizi credevano che Selkis proteggesse la barca solare di Ra, durante la traversata dell'oltretomba, dagli attacchi dell'enorme serpente Apopi, malvagia incarnazione del caos, venendo talvolta rappresentata nelle scene della cattura di Apopi. Siccome la maggior parte degli animali velenosi sono anche mortali, Selkis era pure annoverata fra le divinità funerarie, essendo connessa, in particolare, ai veleni e alle sostanze che causano l'irrigidimento del corpo. La sua tutela si estendeva alle tende in cui i sacerdoti imbalsamatori operavano. Inoltre, insieme a Iside, Nefti e Neith, aveva il compito di proteggere uno dei vasi canopi: quello dalla testa di falco, dedicato a Qebeshenuf, che conteneva gli intestini. 

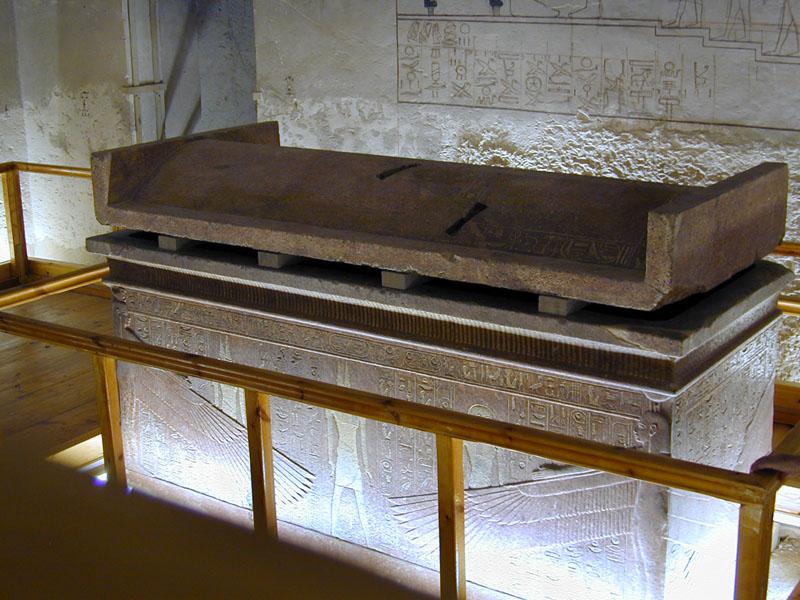
Sarcofago del faraone Horemheb (1319 a.C. - 1292 a.C.) in granito rosa dipinto. Selkis, a sinistra, con lo scorpione in capo, e Nefti, a destra, lo avvolgono fra le loro ali. Tomba KV57, Valle dei Re.

Amuleti di Selkis potevano essere inseriti fra le bende della mummia per proteggere il corpo dai pericoli dell'aldilà così come da quelli terreni. In aggiunta, Selkis era adorata come dea fertilità, in quanto patrona delle lontanissime sorgenti del Nilo. Possedeva inoltre poteri taumaturgici, esercitati tramite maghi e incantatori denominati incantatori di Selkis, Gli appartenenti alla sua classe sacerdotali erano invece tutti medici: mentre, per esempio, i sacerdoti di Sekhmet erano specializzati nella frattura delle ossa, quelli di Selkis curavano le persone punte da animali velenosi o in generale avvelenate.

### Rapporto con Iside
Nel costante evolversi del pantheon egizio, questa divinità predinastica finì con l'essere assimilata a Iside, dapprima a livello iconografico o con rapporti di parentela e, infine, col ridurla a un mero aspetto della stessa Iside, il cui culto era divenuto preponderante. Selkis era frequentemente descritta come un'aiutante di Iside nello svolgimento dei riti funebri per Osiride e nell'educazione del piccolo Horus.

## Storia
Le specie di scorpioni più pericolose si trovano nel Nord Africa e la loro puntura può risultare letale. Per questo motivo, Selkis venne reputata da subito una divinità importante e necessaria, eletta da alcuni faraoni come loro protettrice. La sua stretta connessione con i più antichi sovrani d'Egitto implica che ne fosse anche patrona: è soprattutto il caso di re Scorpione I e di Scorpione II (ca. 3100 a.C.). È menzionata nei Testi delle piramidi, risalenti all'Antico Regno (ca. 2680 - 2180 a.C.). Una formula protettiva proveniente da tale corpus (PT 555) così recita: 
(Testi delle piramidi, n°555, linee 1375a-1375c)

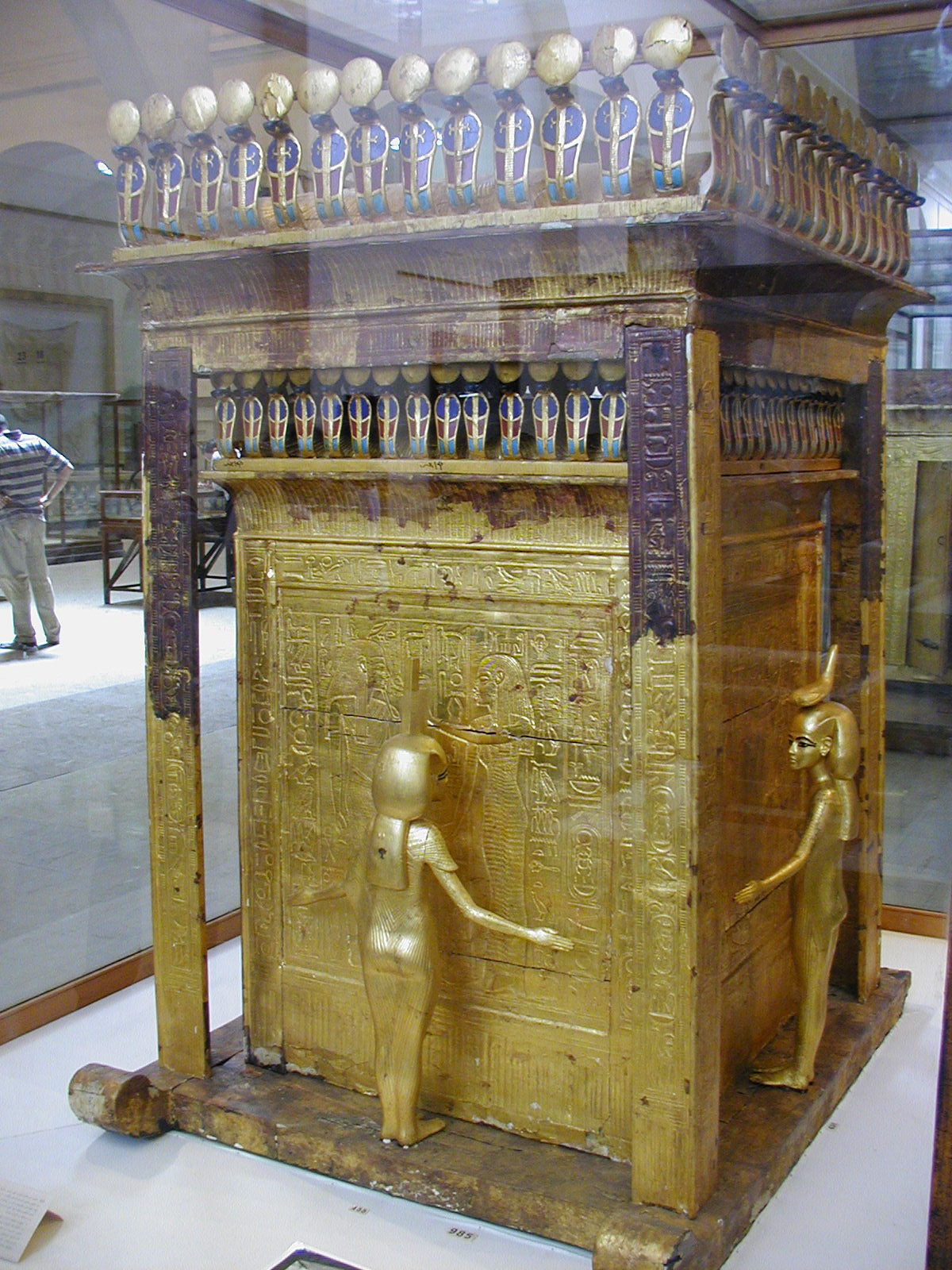
Veduta d'insieme della cassa canopica più esterna di Tutankhamon. A destra si trova la statuetta di Selkis, con uno scorpione sul capo; di spalle, con il capo sormontato da un trono, è Iside. Museo egizio del Cairo.
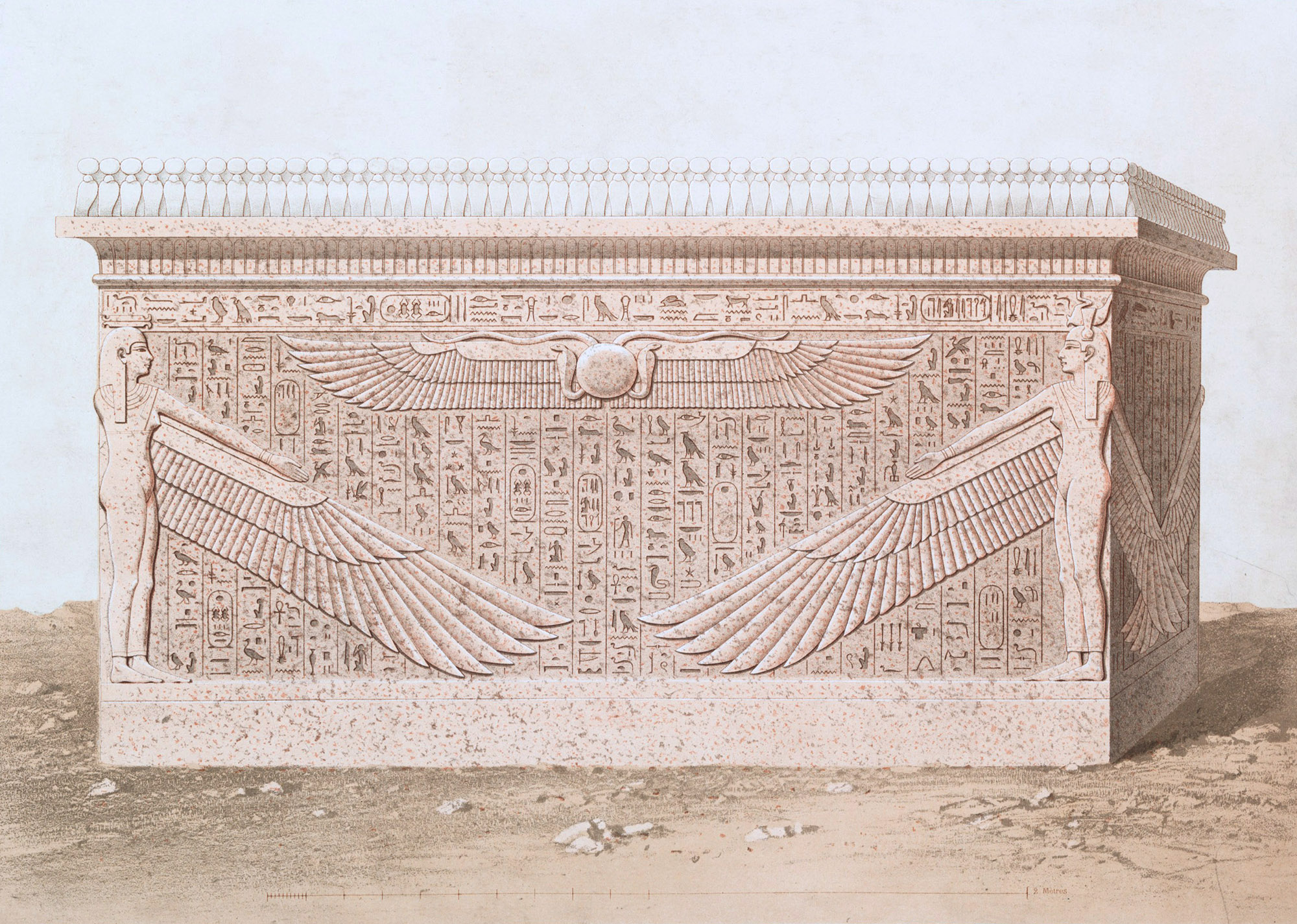
Disegno raffigurante il sarcofago del faraone Ay (1323 a.C. - 1319 a.C.[21]), nella sua tomba della Valle dei Re. Le dee Selkis, Iside, Nefti e Neith lo avvolgono con le loro ali.
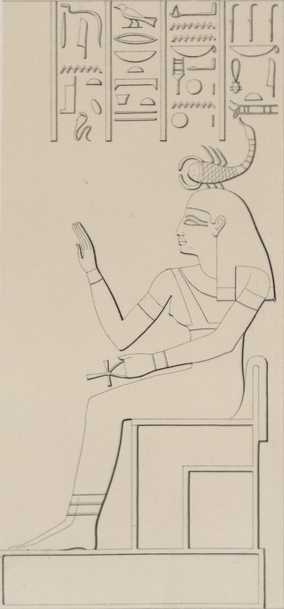
Copia di Karl Richard Lepsius di un rilievo di Iside-Hededyt ("la Bianca"[22]) nel Tempio ramesside di Nuova Kalabsha. Iconograficamente molto simile a Selkis,   non ne condivideva l'aspetto funerario, essendo invece venerata come una protettrice di Ra, che avrebbe difeso con il proprio veleno[23][24].